# Jeux pervers (film, 2008)
Pour les articles homonymes, voir Jeux pervers.
Pour plus de détails, voir Fiche technique et Distribution.
Jeux pervers (Un gioco da ragazze) est un film italien de Matteo Rovere, sorti le 7 novembre 2008.

## Synopsis
Elena, Michela et Alice, 17 ans, ont grandi dans le milieu cossu de la bourgeoisie italienne. Véritables fashion addicts, elles ne s'intéressent qu'à la vie superficielle et facile que l'argent de leurs parents leur procure. Elena mène le trio : ravissante, intelligente, insolente, elle obtient facilement tout ce qu'elle veut. Perverse, amorale, elle n'hésite pas à manipuler ses amies et son entourage, prête à tout pour satisfaire ses caprices…

## Fiche technique
- Titre : Un gioco da ragazze
- Titre québécois : Jeux pervers
- Autres titres : Reich und verdorben (en allemand)
- Réalisation : Matteo Rovere
- Scénario : Andrea Cotti, Teresa Ciabatti, Sandrone Dazieri, Matteo Rovere
- Création des décors : Eugenia F. Di Napoli
- Costumes : Monica Celeste
- Photographie : Arnaldo Catinari
- Montage : Claudio Di Mauro
- Musique originale : Andrea Farri
- Production : Maurizio Totti
  - Producteur exécutif : Antonio Tacchia
- Sociétés de production : Colorado Film Production, Rai Cinema
- Pays d'origine :  Italie
- Langue originale : Italien
- Genre : Drame
- Budget : 250 000 €
- Format : Couleurs - 1,85:1 - son Digital Intermediate - 35 mm
- Durée : 95 min
- Dates de sortie : 
  -  Italie : 7 novembre 2008, 6 mai 2009 (sortie DVD)
  -  France et  Allemagne : 21 mai 2010

## Distribution
- Filippo Nigro : Mario Landi
- Chiara Chiti : Elena Chiantini
- Desirèe Noferini : Michela Ricasoli
- Nadir Caselli : Alice Paoletti
- Chiara Paoli : Livia Cerulli
- Valeria Milillo : Matilde Chiantini
- Stefano Santospago : Lorenzo Chiantini
- Elisabetta Piccolomini : Patrizia Cerulli
- Franco Olivero : Giulio Cerulli
- Valentina Carnelutti : Serena Landi
- Tommaso Ramenghi : Fabrizio
- Giorgio Corcos : Carlo
- Chiara Martegiani : Giovanna
- Diana Albo : Simona
- Eleonora Ceci : Ludovica
- Daniela Fontani : Daniela
- Cecilia Carponi : Martina
- Pietro Matteucci : Gianluca
- Flavio Nuccitelli : camarade de classe
- Flavia Corsi : camarade de classe
- Mario Savina : camarade de classe
- Eugenia Tempesta : camarade de classe
- Andrea Villani : camarade de classe
- Valentina Forcaroli : camarade de classe
- Isabella Zaccagnini : camarade de classe
- Francesca Berni : camarade de classe
- Lorenzo Fiuzzi : Luca
- Federico Felicissimo : Federico Landi
- Marco Siciliano : président
- Alessandro Demcenko : homme dans la discothèque
- Daniela Zanarini : professeur du collège
- Chiara Musumeci : professeur du collège
- Cinzia Spinelli : professeur du collège
- Piero Delfino Pesce : professeur du collège
- Pasqualino Capozio : professeur du lycée
- Giulia Bechelli : secrétaire
- Erminia De Roberto : femme au club de golf
- Liana Furnari : femme au club de golf

## Production
Le film a été tourné à Lucques, Tuscania, Romeet dans le Latium ( Italie).